# Imprenditore commerciale
A norma dell’articolo 2082 c.c. "è imprenditore chi esercita professionalmente un’attività economica organizzata al fine della produzione o dello scambio di beni o di servizi".

## Definizione
Un imprenditore commerciale esercita professionalmente una o più delle seguenti attività:
1. un'attività industriale diretta alla produzione di beni o di servizi;
2. un'attività intermediaria nella circolazione dei beni;
3. un'attività di trasporto per terra, o per acqua o per aria;
4. un'attività bancaria o assicurativa;
5. altre attività ausiliarie delle precedenti.

La definizione data dal codice va quindi oltre all'uso comune del termine "imprenditore commerciale" che indica colui che pratica l'attività di intermediazione nella circolazione dei beni. Infatti, nel linguaggio aziendale, per impresa commerciale s'intende: rivenditori, distributori, importatori (in pratica: negozi, supermercati, grossisti, imprese che acquistano e vendono prodotti di terzi, ovvero che non realizzano prodotti propri).
La parte maggioritaria della dottrina è d'accordo nell'affermare che la definizione data dal codice non è esaustiva e che si possano definire "commerciali" tutti gli imprenditori ad esclusione da quelli definiti dall'art. 2135, che definisce l'imprenditore agricolo.

## Lo statuto dell'imprenditore commerciale

### Pubblicità legale delle imprese commerciali
Il sistema di pubblicità legale risponde all'esigenza di disporre di informazioni veritiere e non contestabili.
È previsto l'obbligo di rendere di pubblico dominio, secondo forme e modalità predeterminate, specifici atti o fatti relativi alla vita dell'impresa. Le relative informazioni diventano non solo accessibili ai terzi interessati, ma anche a loro opponibili indipendentemente dall'effettiva conoscenza (conoscibilità legale).
Il registro delle imprese, operativo dal 1997, è oggi l'unico strumento di pubblicità legale per le imprese commerciali. L'iscrizione nel registro delle imprese è stata estesa anche agli imprenditori agricoli anche piccoli e alle società semplici esercenti attività agricola.

### Il registro delle imprese
Il registro delle imprese è articolato in una sezione ordinaria e in quattro sezioni speciali. L'iscrizione nella sezione ordinaria non coincide perfettamente con le imprese commerciali, ma comprende:
- gli imprenditori individuali commerciali non piccoli;

tutte le società tranne la società semplice, anche se non svolgono attività commerciale;
- i consorzi tra imprenditori con attività esterna;
- i gruppi europei di interesse economico con sede in Italia;
- gli enti pubblici che hanno per oggetto esclusivo o principale un'attività commerciale;
- le società estere che hanno in Italia la sede dell'amministrazione, ovvero l'oggetto principale della loro attività.

La prima delle sezioni speciali è destinata agli imprenditori agricoli individuali, i piccoli imprenditori, le società semplici, per i quali l'iscrizione aveva originariamente funzione di sola pubblicità notizia. La seconda sezione speciale è destinata alle società tra avvocati ex d.lgs. 2-2-2001, n.96.
La terza sezione speciale è dedicata alla pubblicità dei legami di gruppo. Vi sono indicate le società che esercitano attività di direzione e coordinamento e quelle che vi sono soggette (art. 2497-bis), in aggiunta all'iscrizione nel registro a cui sono normalmente tenute.
La quarta sezione speciale è riservata alle imprese sociali.
L'iscrizione è eseguita su domanda dell'interessato, ma può avvenire di ufficio, così come la cancellazione. Sono soggette a registrazione tutte le modifiche di elementi già iscritti. L'ufficio del registro deve controllare la regolarità formale, della documentazione, e quella sostanziale, cioè l'esistenza e la veridicità dell'atto, non può rilevare cause di nullità o annullabilità dell'atto.

#### Effetti dell'iscrizione nel registro delle imprese
L'iscrizione nella sezione ordinaria ha funzione di pubblicità legale, cioè efficacia dichiarativa, costitutiva o normativa a seconda dei casi.
Di regola l'iscrizione nella sezione ordinaria ha efficacia dichiarativa, cioè i fatti e gli atti iscritti sono opponibili a chiunque sin dal momento della registrazione. L'omessa iscrizione impedisce che il fatto possa essere opposto ai terzi, ma l'imprenditore può sempre provare che i terzi fossero effettivamente a conoscenza del fatto. Per le società di capitali l'opponibilità diventa piena solo dopo 15 giorni, prima dei quali i terzi possono provare di essere stati nell'impossibilità di aver conosciuto l'atto iscritto.
L'efficacia costitutiva significa che l'atto è produttivo di effetti sia fra le parti che per i terzi (efficacia costitutiva totale), o solo nei confronti dei terzi (efficacia costitutiva parziale). L'iscrizione delle società di capitali e delle cooperative ha efficacia costitutiva totale: prima di essa, la società o la cooperativa non esiste giuridicamente. La registrazione della delibera di riduzione del capitale sociale di una società in nome collettivo ha efficacia costitutiva parziale: a partire da essa si calcola il termine di tre mesi entro il quale i creditori possono proporre opposizione.
L'efficacia normativa significa che l'iscrizione è presupposto per la piena applicazione di un determinato regime giuridico. Le società in nome collettivo e in accomandita semplice vengono a esistenza anche se non registrate, ma la mancata registrazione porta all'applicazione del più gravoso regime patrimoniale della società semplice.
L'efficacia dichiarativa è, dal 2001, valida anche per gli imprenditori agricoli anche piccoli e per le società semplici agricole, seppur iscritte nella prima sezione speciale.

### L'obbligo di tenuta delle scritture contabili
La tenuta delle scritture contabili è obbligatoria per gli imprenditori commerciali non piccoli, per le società commerciali (tranne la società semplice) anche se non esercitano attività commerciale e per gli enti sociali. L'art. 2214 pone il principio generale che l'imprenditore debba tenere tutte le scritture contabili che siano richieste dalla natura e dalle dimensioni dell'impresa. Devono comunque essere tenuti sempre il libro giornale (registro cronologico-analitico) e il libro degli inventari (registro periodico-sistematico, comprende lo stato patrimoniale e il conto economico).
Le scritture contabili devono rispettare (poche) regole formali e regole sostanziali. Nel caso questo non accada, non hanno efficacia probatoria a favore dell'imprenditore contro terzi e l'imprenditore sarà colpevole penalmente di bancarotta semplice o fraudolenta in caso di fallimento. Le scritture contabili possono sempre essere utilizzate da terzi come prova contro l'imprenditore che le tiene.
L'imprenditore può utilizzare le proprie scritture come prova purché regolarmente tenute, la controparte sia un altro imprenditore e la controversia sia relativa all'esercizio dell'impresa. È sempre il giudice che stabilisce se riconoscere o meno valore probatorio alle scritture contabili.

### La rappresentanza commerciale
L'imprenditore commerciale si avvale normalmente della collaborazione di altri soggetti, che spesso si ritrovano ad agire per suo nome e per suo conto, ovvero in sua rappresentanza. Il codice civile disciplina la rappresentanza in generale agli artt. 1387 ss. e pone norme specifiche per la rappresentanza all'interno dell'impresa commerciale agli artt. 2203-2213. L'ordinamento distingue tra ausiliari esterni, legati all'imprenditore da rapporti contrattuali di varia natura (mandato, commissione, agenzia...), per cui trova applicazione la specifica disciplina del contratto in questione, e ausiliari interni, ovvero insitori, procuratori e commessi, per cui trova applicazione il sistema speciale di rappresentanza degli artt. 2203-2213. Il loro potere di vincolare direttamente l'imprenditore non si fonda su una procura, ma costituisce effetto naturale della loro collocazione nell'impresa a opera dell'imprenditore. Chi conclude affari con un ausiliario interno, infatti, dovrà solo verificare se l'imprenditore ha modificato con atto pubblico i loro naturali poteri di rappresentanza.

#### L'institore
È institore colui che è preposto dal titolare all'esercizio dell'impresa o di una sede secondaria o di un ramo particolare della stessa (art. 2203). In altre parole, il direttore dell'impresa o di una sua parte. È possibile che più insitori siano preposti contemporaneamente all'esercizio dell'impresa, in tal caso agiranno disgiuntamente.
L'institore è soggetto, congiuntamente con l'imprenditore, agli obblighi di iscrizione dell'impresa e di tenuta delle scritture contabili. In caso di fallimento sarà soggetto con l'imprenditore fallito alle sanzioni penali. Ovviamente, solo l'imprenditore sarà dichiarato fallito. L'institore può compiere in nome dell'imprenditore tutti gli atti pertinenti all'esercizio dell'impresa o del ramo a cui è preposto. Non può compiere gli atti che esulano dalla gestione dell'impresa, quali alienazione o affitto dell'azienda. Gli è espressamente vietato di alienare e ipotecare i beni immobili del preponente, in mancanza di autorizzazione espressa. L'institore può esercitare la rappresentanza processuale attiva e passiva per le obbligazioni dipendenti da atti compiuti nell'esercizio dell'impresa a cui è preposto, anche se compiuti direttamente dall'imprenditore.
I poteri dell'institore possono essere ampliati, limitati o revocati dall'imprenditore. È necessario che l'atto di limitazione o revoca sia stato iscritto nel registro delle imprese perché possa essere opposto ai terzi. Come rappresentante, l'institore deve rendere palese la sua veste e spendere il nome dell'imprenditore, affinché gli atti compiuti ricadano nella sfera giuridica di quest'ultimo. Altrimenti, l'institore sarà personalmente obbligato con l'imprenditore, ed entrambi risponderanno ai terzi.

#### I procuratori
I procuratori sono coloro che hanno il potere di compiere per l'imprenditore gli atti pertinenti all'esercizio di impresa, pur non essendo preposti ad esso (art. 2209). Ad esempio, i direttori di un settore operativo dell'impresa (acquisti, vendite, personale).
I procuratori sono ex lege investiti di un potere di rappresentanza dell'imprenditore, limitatamente alla specie di operazioni per cui sono stati investiti di potere decisionale. Il procuratore non ha mai la rappresentanza processuale e non è soggetto a obblighi di iscrizione né di tenuta delle scritture contabili. L'imprenditore non risponde degli atti compiuti da un procuratore senza spendita del nome.

#### I commessi
Ai commessi sono affidate mansioni esecutive o materiali che li pongono in contatto con i terzi. Ad esempio commessi di negozio, camerieri, sportellisti. I commessi possono compiere gli atti che ordinariamente comporta la specie di operazioni di cui sono incaricati in rappresentanza dell'imprenditore (art. 2210).

### Procedure concorsuali
Qualora si verifichi una crisi d'impresa di particolare rilievo, sono previste procedure, tendenti a garantire il soddisfacimento dei creditori dell'imprenditore, e a risanare l'impresa. Di queste procedure, la più importante è il fallimento.